# Rojiște
Rojiște è un comune della Romania di 2 531 abitanti, ubicato nel distretto di Dolj, nella regione storica dell'Oltenia.
Il comune è formato dall'unione di 2 villaggi: Rojiște e Tâmburești.